# أليكس أوتشوا
أليكس أوتشوا (بالإنجليزية: Alex Ochoa)‏ هو لاعب كرة قاعدة أمريكي، ولد في 29 مارس 1972 في ميامي في الولايات المتحدة.

## وصلات خارجية
- أليكس أوتشوا على موقع دوري كرة القاعدة الرئيسي (الإنجليزية)
- أليكس أوتشوا على موقع الدوري الياباني لكرة القاعدة (الإنجليزية)
- أليكس أوتشوا على موقعبيزبول رفرنس.كوم (الدوري الرئيسي) (الإنجليزية)
- أليكس أوتشوا على موقعبيزبول رفرنس.كوم (الدوري الثانوي) (الإنجليزية)
- أليكس أوتشوا على موقع إي إس بي إن.كوم (أم.أل.بي) (الإنجليزية)
- أليكس أوتشوا على موقع مشجعي الرسوم البيانية (الإنجليزية)